# Rasagilină
Rasagilina este un medicament antiparkinsonian, un inhibitor ireversibil și selectiv al monoaminoxidazei-B (IMAO-B), fiind utilizat în monoterapie pentru tratamentul simptomelor din boala Parkinson incipientă sau ca adjuvant în cazuri mai severe ale bolii. Calea de administrare disponibilă este cea orală.

## Utilizări medicale
Rasagilina este utilizată în tratamentul bolii Parkinson idiopatică, fie ca monoterapie (fără asociere cu levodopa) sau ca terapie adjuvantă (în asociere cu levodopa) la pacienții ce prezintă fluctuații motorii la sfârșitul intervalului de administrare.
Principalele efecte adverse asociate tratamentului cu rasagilină sunt: cefalee și hipotensiune.